# Juan Manuel Vargas
Pour les articles homonymes, voir Vargas.
Juan Manuel Vargas Risco – surnommé El Loco (« le fou ») – est un footballeur international péruvien, né le 5 octobre 1983 à Lima. Il jouait à gauche soit comme milieu soit comme latéral. 

## Biographie

### Carrière en club
Formé à l'Universitario de Deportes de Lima (Pérou), il y joue jusqu'en 2005 et part pour l'Argentine au CA Colón. En 2006, il poursuit sa carrière en Italie, à Catane, puis à la Fiorentina à partir de 2008. En sept années passées à la Fiorentina, il a l'occasion de disputer 17 matchs de Ligue des champions (trois buts marqués) et 12 rencontres de Ligue Europa (trois buts),. En 2012, il est prêté au club du Genoa CFC. 
Le 12 août 2015, il signe pour deux ans au Real Betis de la Liga espagnole, mais n'y reste qu'une saison. 
Le 4 janvier 2017, il revient au Pérou et s'engage pour six mois à l'Universitario de Deportes, son club formateur, au sein duquel il dispute deux éditions de Copa Libertadores (2017 et 2018) qui viennent s'ajouter à celle qu'il avait jouée en 2003 (cinq matchs joués dans cette compétition au total, aucun but marqué). Il joue son dernier match professionnel avec l'Universitario le 29 septembre 2018 face à l'Ayacucho FC (défaite 4-2) avant de prendre sa retraite.

### Carrière internationale
Joueur emblématique de l'équipe du Pérou de la fin des années 2000, Vargas compte quatre buts en 62 sélections. Avec son pays, il s'est hissé à la 3e place lors des Copa América de 2011, en Argentine, et 2015, au Chili.

#### Buts en sélection
| Buts en sélection de Juan Manuel Vargas | Buts en sélection de Juan Manuel Vargas | Buts en sélection de Juan Manuel Vargas           | Buts en sélection de Juan Manuel Vargas | Buts en sélection de Juan Manuel Vargas | Buts en sélection de Juan Manuel Vargas | Buts en sélection de Juan Manuel Vargas |
|                                         | Date                                    | Lieu                                              | Adversaire                              | Score                                   | Résultat                                | Compétition                             |
| --------------------------------------- | --------------------------------------- | ------------------------------------------------- | --------------------------------------- | --------------------------------------- | --------------------------------------- | --------------------------------------- |
| 1.                                      | 12 septembre 2007                       | Estadio Nacional, Lima (Pérou)                    | Bolivie                                 | 1-0                                     | 2-0                                     | Match amical                            |
| 2.                                      | 18 novembre 2007                        | Estadio Monumental, Lima (Pérou)                  | Brésil                                  | 1-1                                     | 1-1                                     | QCM 2010                                |
| 3.                                      | 7 juin 2009                             | Estadio Monumental, Lima (Pérou)                  | Équateur                                | 1-2                                     | 1-2                                     | QCM 2010                                |
| 4.                                      | 16 juillet 2011                         | Estadio Mario Alberto Kempes, Córdoba (Argentine) | Colombie                                | 2-0 a.p.                                | 2-0 a.p.                                | CA 2011                                 |

## Palmarès
| Universitario de Deportes - Championnat du Pérou : - Vice-champion : 2002. - Tournoi d'ouverture (1) : - Vainqueur : 2002-O. |  | Pérou - Copa América : - Troisième : 2011 et 2015. |